# Hi-Eddi
Hi-Eddi ist der Name eines Zeichenprogrammes für den Heimcomputer Commodore 64. Es wurde Mitte der 1980er Jahre von Hans Haberl entwickelt und in der Zeitschriften 64'er Magazin und später in der Happy Computer zum Abtippen veröffentlicht.
Das Programm besaß rudimentäre Funktionen zur Bilderstellung und war aufgrund seiner leichten Handhabung und des günstigen Preises sehr beliebt. Es war konsequent als Zeichenprogramm ausgelegt und arbeitete in der höchsten Auflösung (320 × 200 Pixel), weshalb die Farbfähigkeiten nicht so ausgeprägt waren. Auch die Erstellung kleiner Animationen war möglich. Der Funktionsumfang ist umso bemerkenswerter, als der Autor nach eigenen Angaben das Programm zunächst nur deshalb geschrieben hat, weil ein chinesischer Freund von ihm Texte auf Chinesisch auf einem C64 schreiben wollte und es dafür noch kein passendes Programm gab.
Hi-Eddi stieß auf großes Interesse, weshalb 1985 vom Programmautor die verbesserte Version Hi-Eddi plus im Markt & Technik Verlag als Buch mit Begleitdiskette dazu veröffentlicht wurde.
Ein ähnliches Projekt war Giga-CAD Plus von Stefan Vilsmeier und Stefan Lippstreu.